# لیپوویتسا (لسکوواتس)
لیپوویتسا (به صربی: Lipovica) یک منطقهٔ مسکونی در صربستان است که در لسکواس واقع شده‌است. لیپوویتسا ۱٬۲۸۷ نفر جمعیت دارد.